# Helgerum (naturreservat)
Helgerum är ett naturreservat i Västerviks kommun i Kalmar län.
Området är naturskyddat sedan 1972 och är 5,5 hektar stort. Reservatet omfattar mark på fastigheten Helgerum i Västrums socken och består av stora partier av bok. Omkring en kilometer norr om naturreservatet ligger herrgården Helgerum. 